# 西村則夫
西村 則夫（にしむら のりお、1949年7月4日 - 2024年5月30日）は、日本の裁判官。大阪高等裁判所部総括を経て、横浜家庭裁判所所長。

## 略歴
- 1973年 京都大学法学部卒業、司法修習生
- 1975年 大阪地方裁判所判事補
- 1978年 高知地方裁判所判事補
- 1981年 神戸地方裁判所判事補
- 1984年 仙台地方裁判所判事補兼仙台高等裁判所判事職務代行
- 1985年 仙台地方裁判所判事兼仙台高等裁判所判事職務代行
- 1988年 東京地方裁判所判事、東京地方検察庁検事（法務総合研究所教官）
- 1991年 東京地方裁判所判事
- 1993年 高松高等裁判所事務局長
- 1997年 東京地方裁判所判事部総括
- 2001年 横浜地方裁判所判事部総括
- 2004年 那覇家庭裁判所所長
- 2007年1月16日 京都家庭裁判所所長
- 2009年8月17日 大阪高等裁判所部総括
- 2012年11月6日 横浜家庭裁判所所長
- 2014年 定年退官、川崎簡易裁判所判事
- 2024年 死去。74歳没[1]。